# トランスアトランティック
トランスアトランティック（Transatlantic）は、プログレッシブ・ロック界のトッププレイヤーが集結したスーパーグループ。
ニール・モーズ（スポックス・ビアード)、マイク・ポートノイ（ドリーム・シアター)、ロイネ・ストルト（フラワー・キングス)、ピート・トレワヴァス（マリリオン）の4人で結成。構築性を併せ持ったインプロビゼーションを主体に、大作を志向したスタイルを展開している。

## 概要・略歴

### スーパーグループ結成 (1999年 - 2002年)
元々はマイク・ポートノイが抱いていた構想に、ニール・モーズらが意気投合していったのが始まり。「フェイツ・ウォーニング」のギタリスト ジム・マテオスもメンバーになる予定だったが諸事情により不参加。その後ロイネ・ストルト（フラワー・キングス）とピート・トレワヴァス（マリリオン）の参加が決定し、3ヵ国混成のラインナップが出揃った。
2000年に1stアルバム『トランスアトランティック・ファースト・アルバム』を発表し、アメリカツアーを行う。後にダニエル・ギルデンロウ（ペイン・オヴ・サルヴェイション）が公式のサポートに加わった。2001年にそのライブの模様を収録したアルバム及びビデオ『ライヴ・イン・アメリカ』を発表。

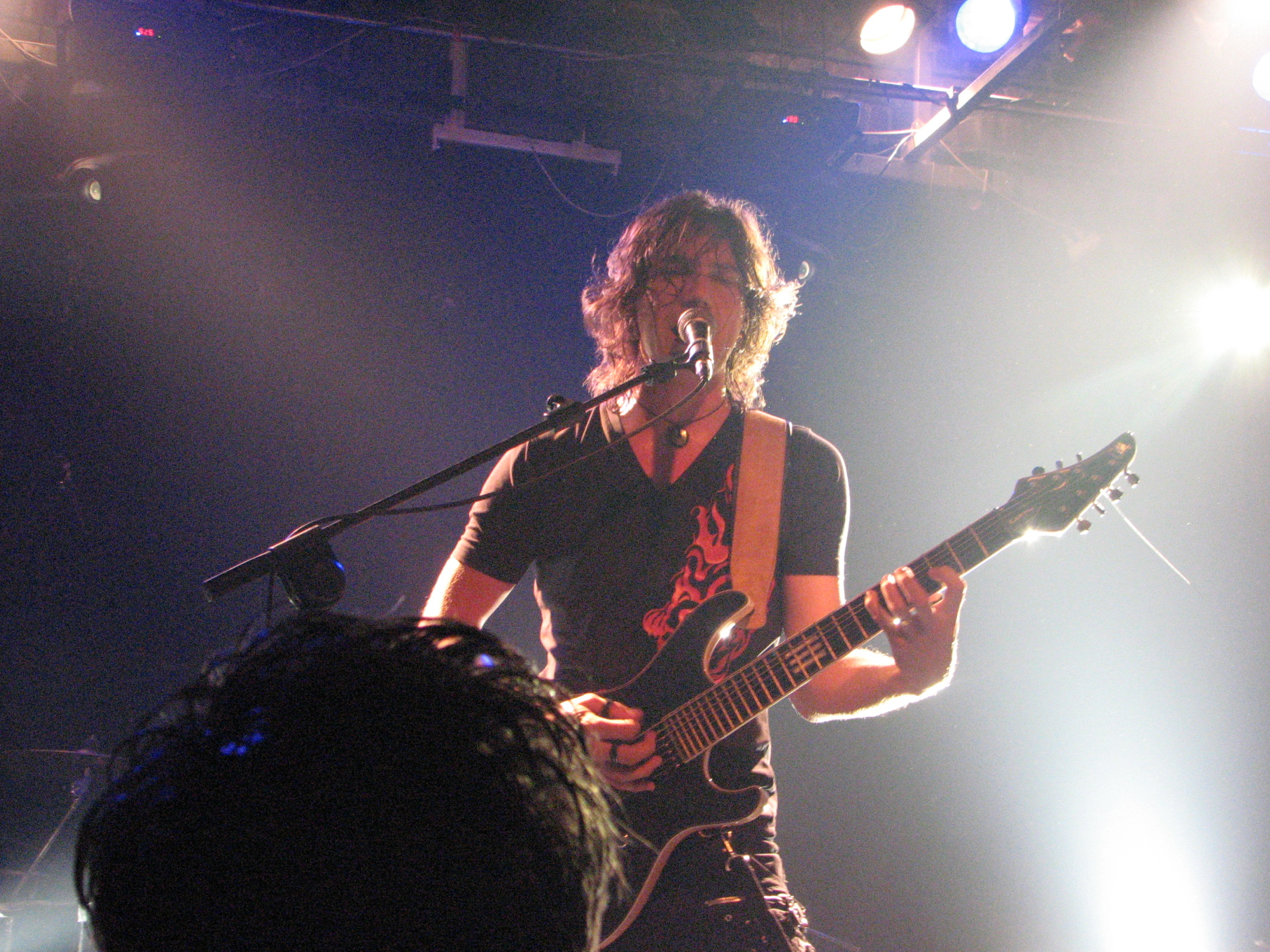
初期にサポートを務めたダニエル・ギルデンロウ

2001年に2ndアルバム『ブリッジ・アクロス・フォーエヴァー』を発表し、ツアーを行ったが、2002年にモーズは所属元「スポックス・ビアード」から脱退。プログレッシブ・ロックの舞台から去ってしまった。それらの影響があり、バンドの活動も停止した。

### 再始動 (2009年 - 現在)
2009年、モーズがカムバックして再集結し、8年ぶりの3rdアルバム『旋風』を発表。翌2010年にはライヴ作品『ライヴ・イン・ロンドン』をリリース。同年7月24日にはロンドンでの「ハイ・ヴォルテージ・フェスティヴァル」に出演し、スティーヴ・ハケットと共演した。

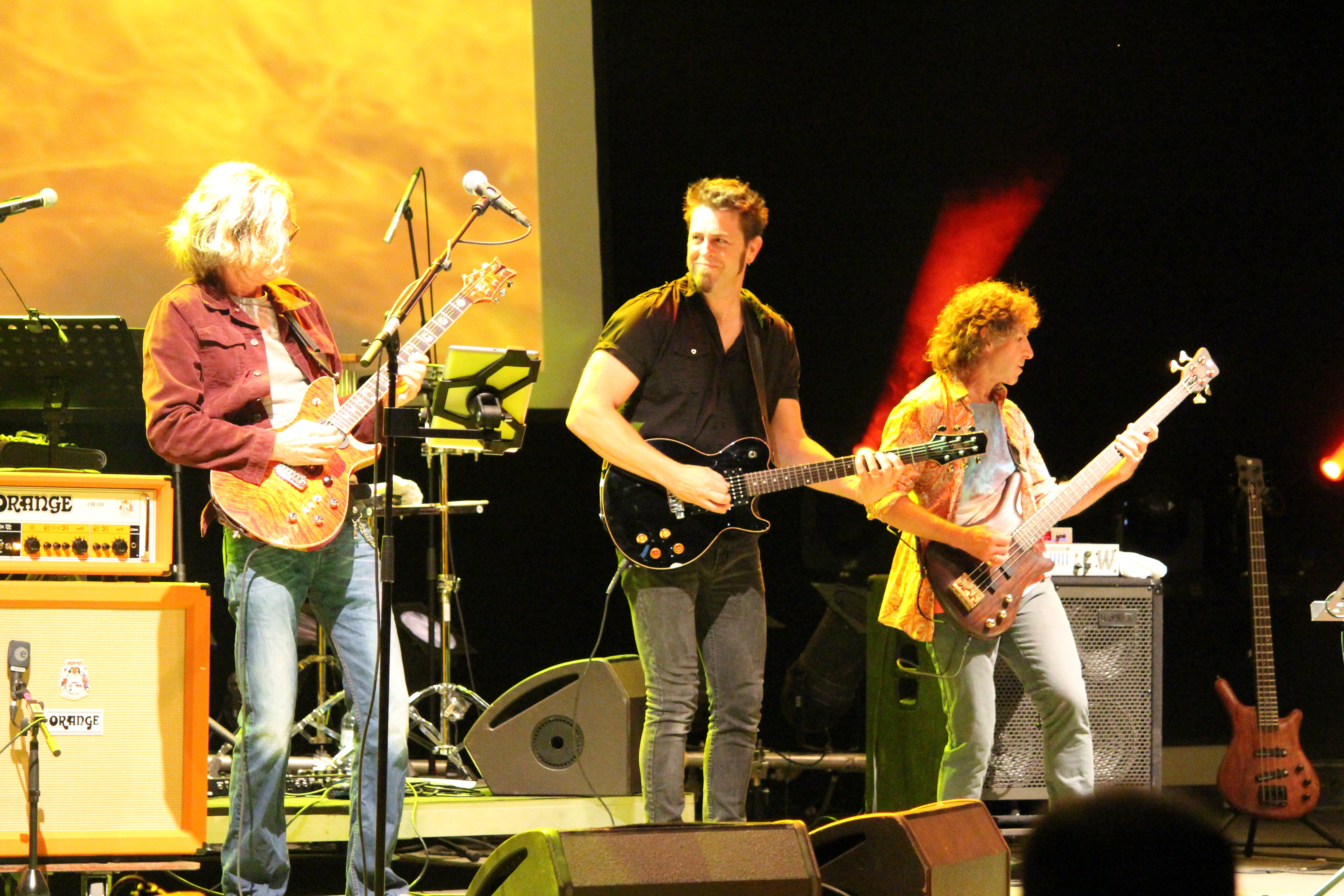
2014年度ツアーのサポートを務めたテッド・レオナルド(中)

2014年、4thアルバム『カレイドスコープ〜万華鏡幻想』 ライブ・アルバム『KaLIVEoscope』を発表。欧米ツアーを開催したあと散会。メンバーはまた本業に復帰していった。
2019年、5年ぶりに始動しアルバムの制作に着手する。翌2020年からの新型コロナウイルス感染症が世界的に流行拡大した影響もあったが、紆余曲折を経て2021年に7年ぶりの5thアルバム『ジ・アブソルート・ユニヴァース〜生命の息吹』を発表した。

## メンバー
- ニール・モーズ (Neal Morse) - ボーカル/キーボード/ギター (1999年- ) - 元スポックス・ビアード
- マイク・ポートノイ (Mike Portnoy) - ドラムス/ボーカル (1999年- ) - 元ドリーム・シアター
- ロイネ・ストルト (Roine Stolt) - ギター/ボーカル (1999年- ) - フラワー・キングス
- ピート・トレワヴァス (Pete Trewavas) - ベース/ボーカル (1999年- ) - マリリオン

サポート
- ダニエル・ギルデンロウ (Daniel Gildenlöw) - ギター/キーボード/ボーカル  (2001年、2010年) - ペイン・オヴ・サルヴェイション
- テッド・レオナルド (Ted Leonard) - ギター/キーボード/ボーカル  (2014年) - エンチャント/スポックス・ビアード

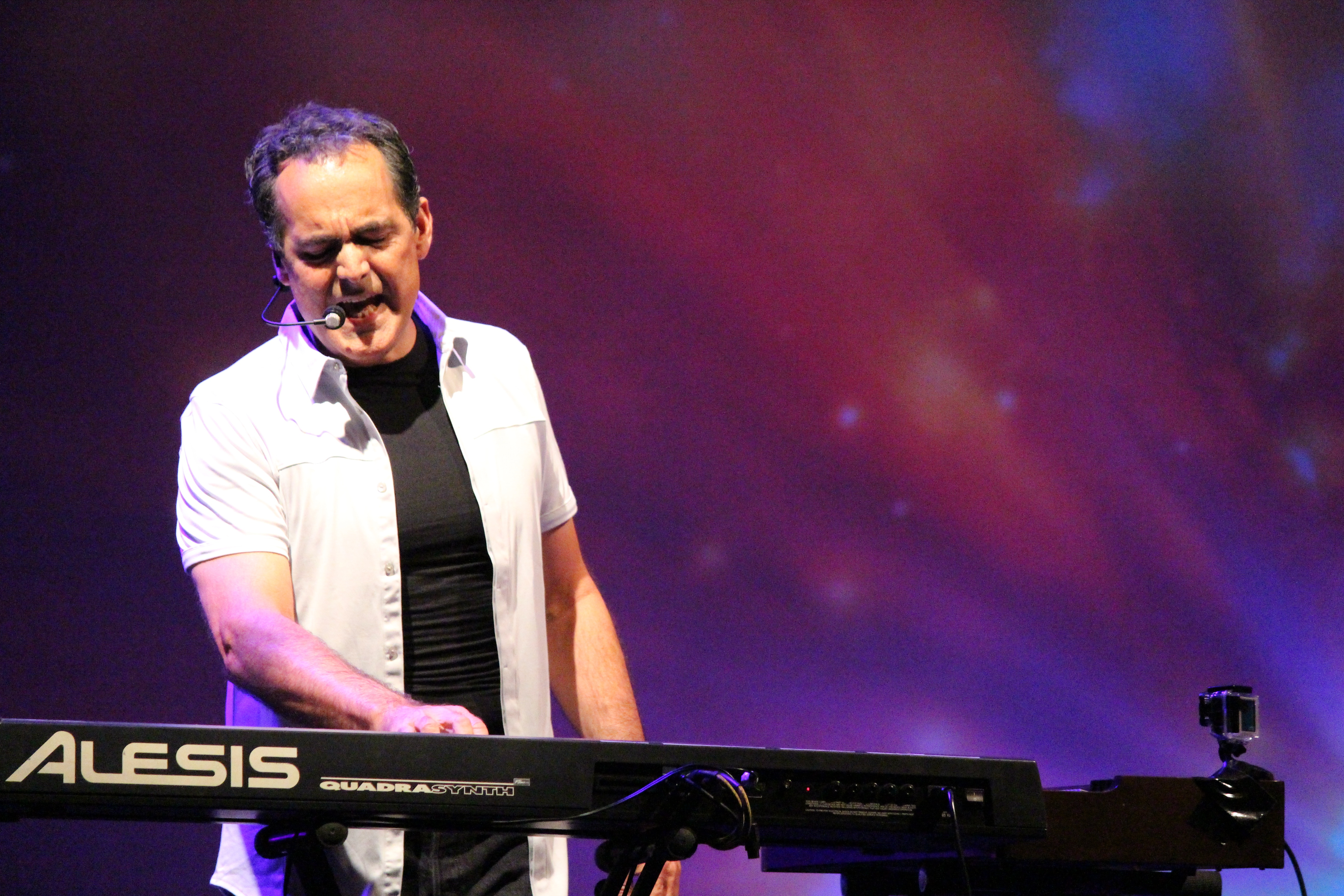
ニール・モーズ(Vo/Key) 2014年
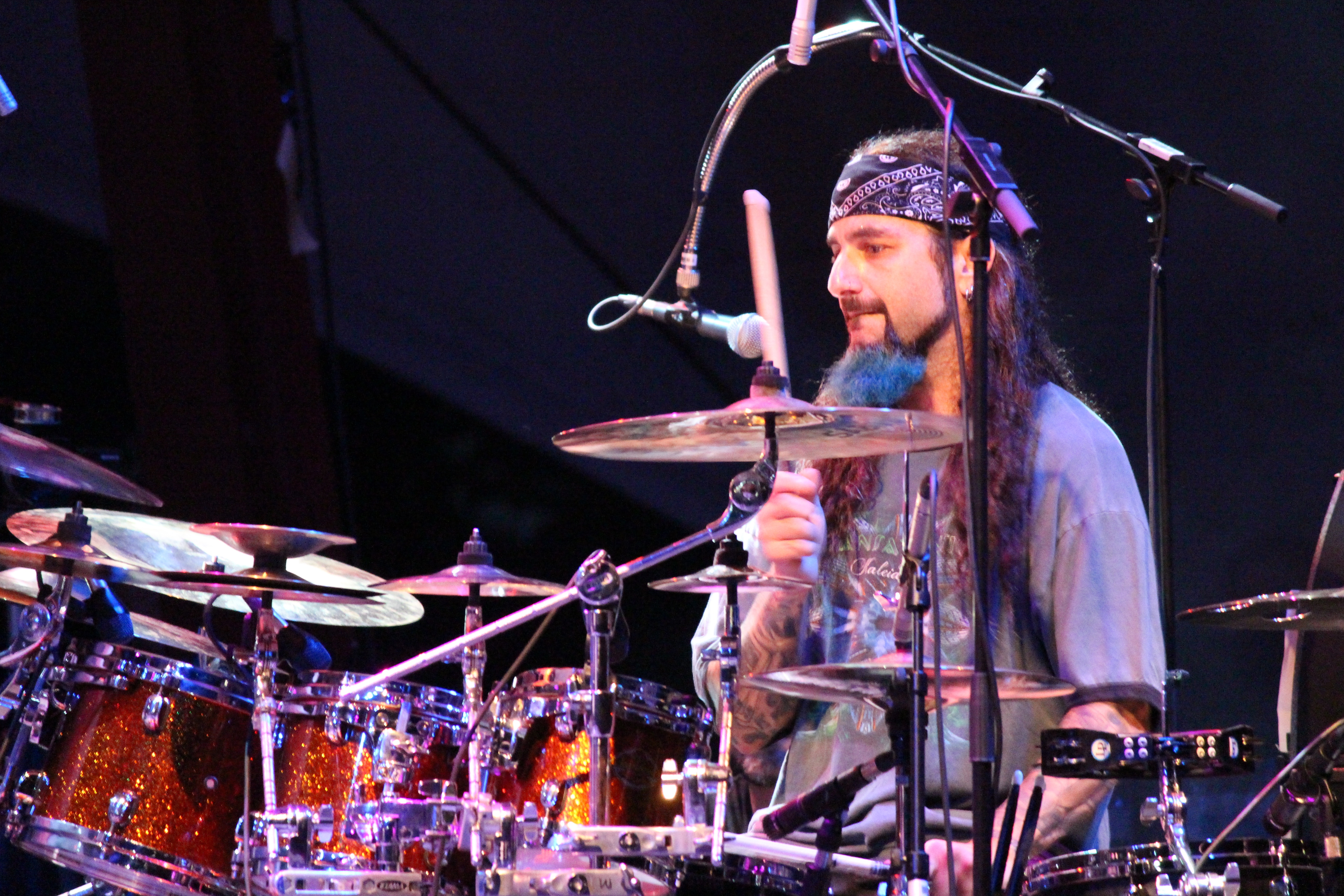
マイク・ポートノイ(Ds) 2014年
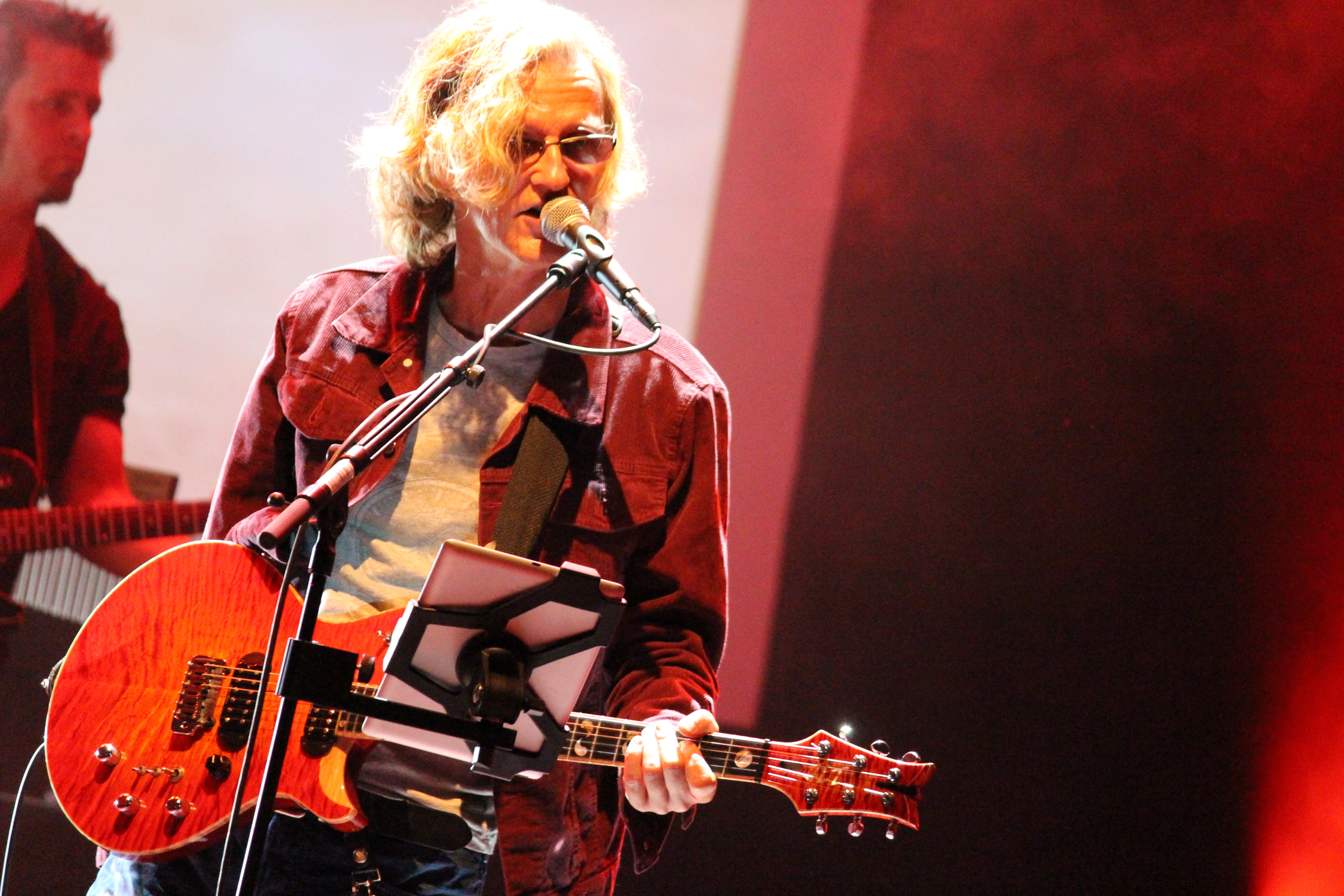
ロイネ・ストルト(G) 2014年
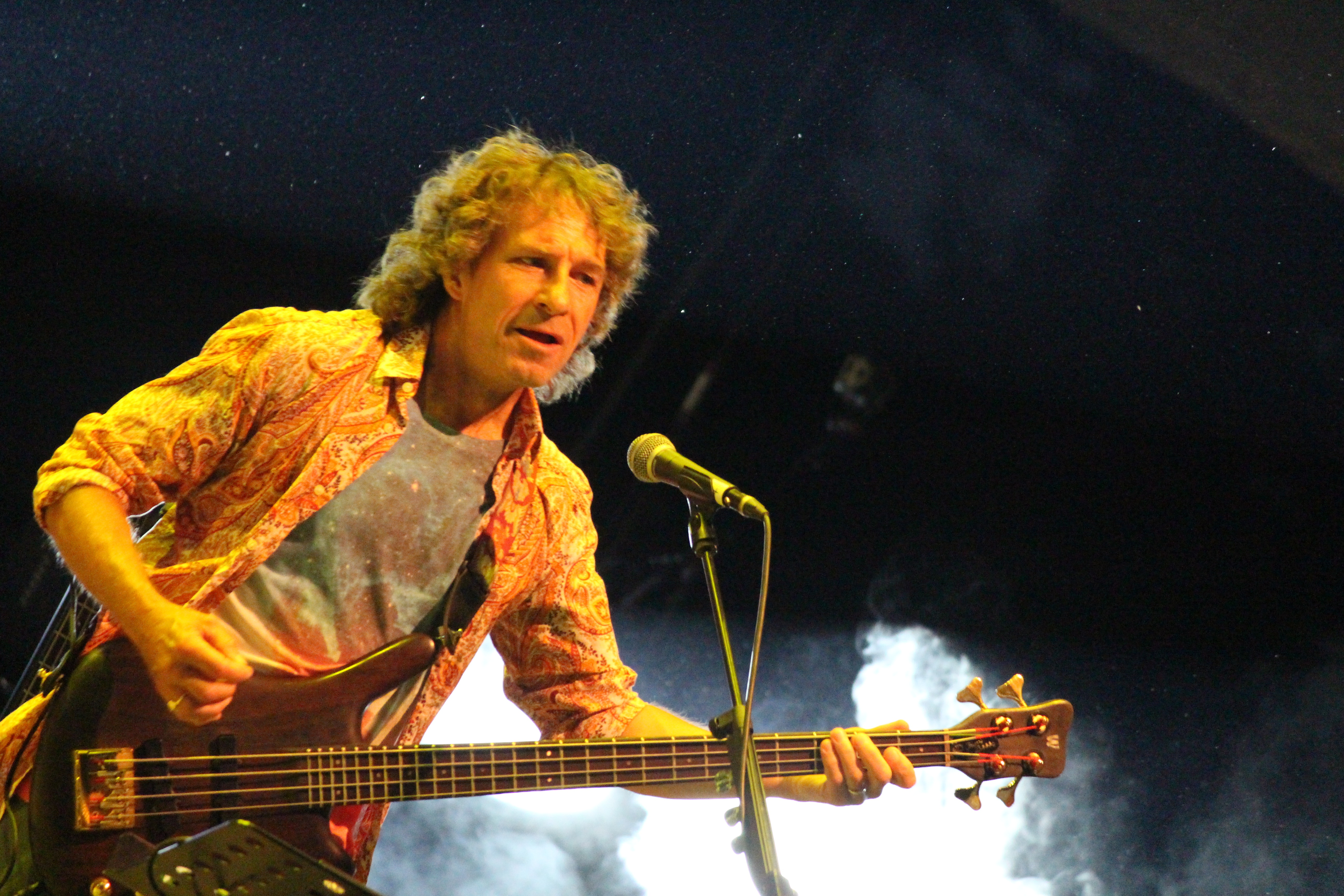
ピート・トレワヴァス(B) 2014年

## ディスコグラフィ

### スタジオ・アルバム
- 『トランスアトランティック・ファースト・アルバム』 - SMPT:e (2000年)
- 『ブリッジ・アクロス・フォーエヴァー』 - Bridge Across Forever (2001年)
- 『旋風』 - The Whirlwind (2009年)
- 『カレイドスコープ〜万華鏡幻想』 - Kaleidoscope (2014年)
- 『ジ・アブソルート・ユニヴァース〜生命の息吹』 - The Absolute Universe (2021年)

### ライブ・アルバム
- 『ライヴ・イン・アメリカ』 - Live In America (2001年)
- 『ライヴ・イン・ヨーロッパ』 - Live In Europe (2003年)
- 『ライヴ・イン・ロンドン』 - Whirld Tour 2010: Live In London（2010年)
- 『モア・ネヴァー・イズ・イナフ（ライヴ・イン・マンチェスター&ティルブルグ）』 - More Never Is Enough (2011年）
- KaLIVEoscope (2014年)

### コンピレーション
- Bridge Across Europe Tour 2001 (2001年)
- Transatlantic Demos by Neal Morse (2003年)
- SMPT:e - The Roine Stolt Mixes (2003年)

### 映像作品
- Live In America (2001年)
- Building The Bridge (2002年)
- Live In Europe (2003年)
- The Official Bootleg DVD (2010年)
- More Never Is Enough (2011年)
- KaLIVEoscope (2014年)